# Kościół św. Jerzego w Tychnowach
Kościół św. Jerzego i Opatrzności Bożej w Tychnowach – rzymskokatolicki kościół parafialny należący do parafii pod tym samym wezwaniem (diecezja elbląska) zlokalizowany w miejscowości Tychnowy (województwo pomorskie). Jest najstarszą świątynią dolnego Powiśla.

## Architektura i historia
Gotycki, salowy obiekt na planie prostokąta wzniesiono w XIV wieku. Wnętrze przebudowano około 1600 za rządów kasztelana gdańskiego i wojewody pomorskiego, Stanisława Konarskiego. Powstało wówczas m.in. sklepienie gwiaździste, wykonane najpewniej przez artystę z kręgu architekta Bartłomieja Pipera z Gdańska. Wieża oraz kruchta dobudowane zostały w 1869. Szczyt wschodni jest schodkowy, zdobiony sterczynami i blendami.
Kościół był silnym ośrodkiem polskości w regionie, nabożeństwa głoszono tu zawsze w języku polskim. Przez 64 lata lokalnym proboszczem był działacz patriotyczny, ksiądz Piotr Baranowski, który utworzył przy świątyni szpital dla ubogich, bibliotekę i czytelnię polską, jak również prowadził naukę języka polskiego, co wywoływało negatywne reakcje władz pruskich.

## Wyposażenie
Wewnątrz świątyni znajdują się kartusze z polskimi herbami szlacheckimi wyrzeźbione na kamiennych wspornikach u nasady sklepienia. Kościół dysponuje trzema ołtarzami: głównym z XVIII wieku (dekoracja kotarowa z wizerunkiem Matki Bożej Różańcowej) i bocznymi z lat 1840 i 1853. XVIII-wieczna ambona posiada bogaty program malarski, a chór muzyczny z tego samego okresu wspiera się na dwóch polichromowanych kolumnach. Jego balustradę zdobi siedem obrazów inspirowanych muzyką. Konfesjonały wykonano także w XVIII wieku. Do pozostałego wyposażenia kościoła należą: XIV-wieczna chrzcielnica z granitu, świecznik z 1584 oraz XVII-wieczna skrzynka z okuciami.

## Otoczenie
Świątynię otacza cmentarz wraz z bramą, kapliczką, historycznymi nagrobkami oraz zielenią wysoką. Brama i kapliczka w stylu neogotyckim powstały w drugiej połowie XIX wieku. Nekropolia została wpisana do rejestru zabytków z 7 lipca 1998 pod numerem 565/98 (obecny numer A-265).
Na elewacji zewnętrznej kościoła wmurowana jest tablica upamiętniająca pielgrzymkę papieża św. Jana Pawła II na Warmię, Mazury i Powiśle (6 czerwca 1991).

## Galeria

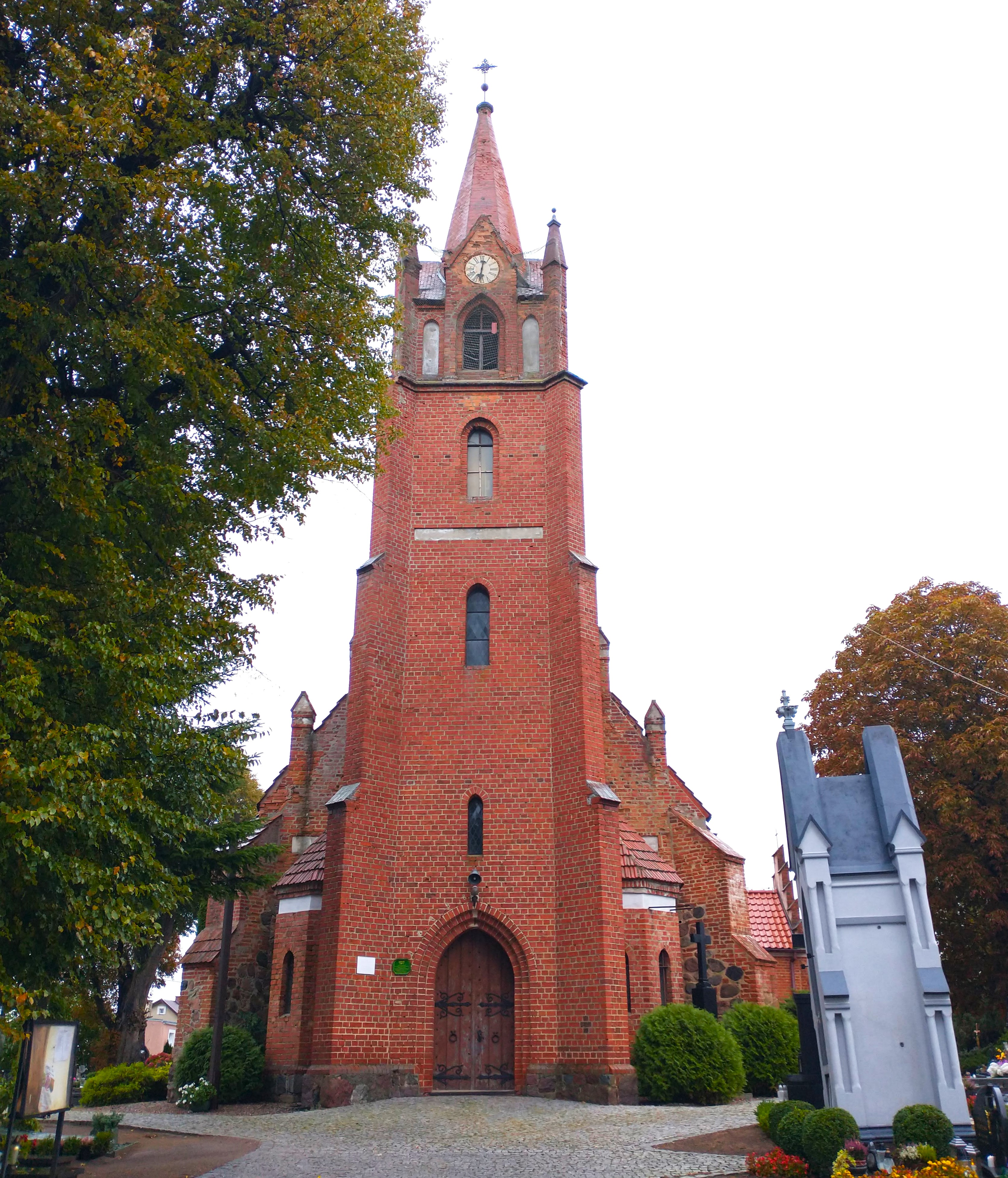
Wieża
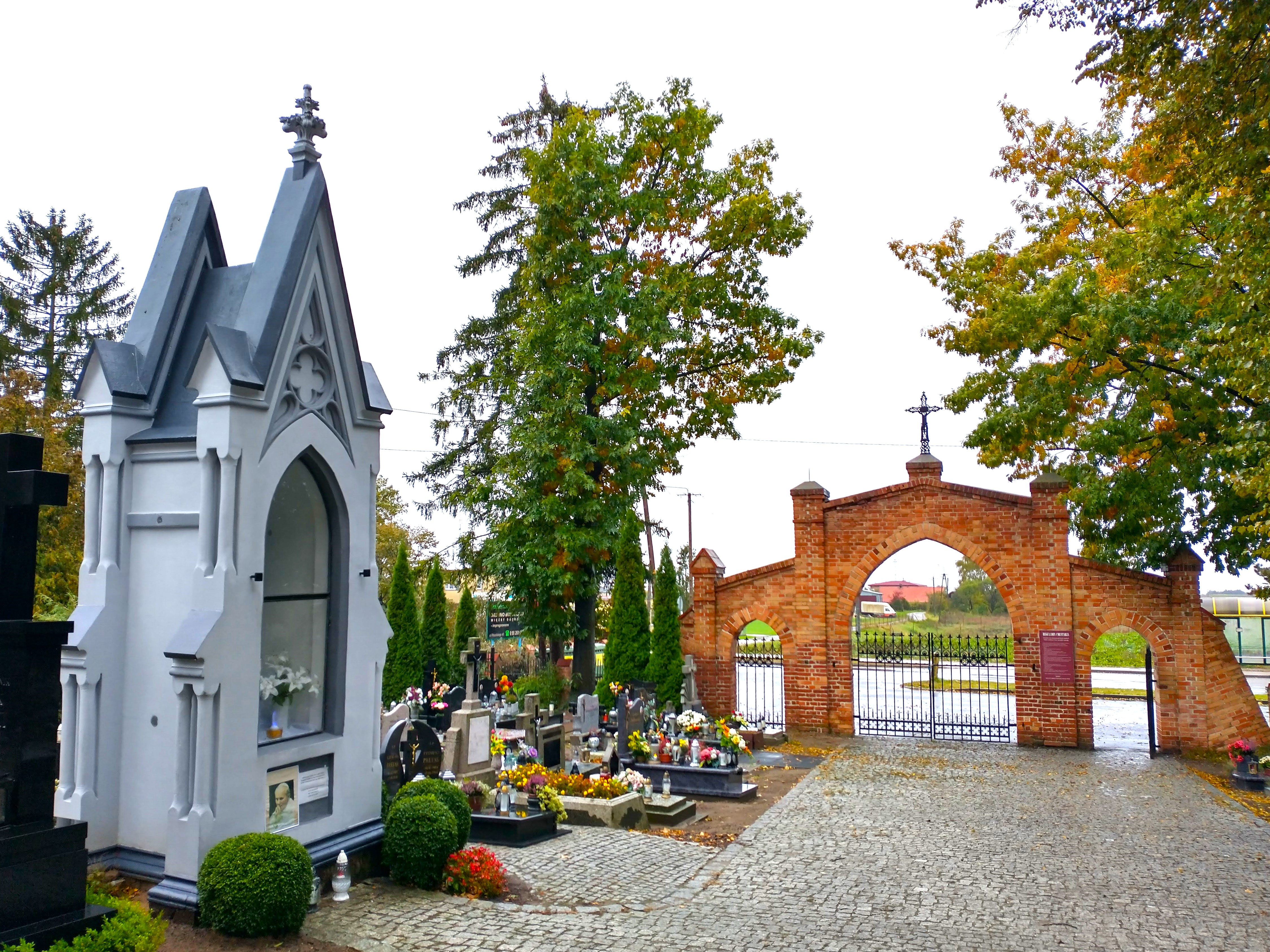
Brama i kapliczka
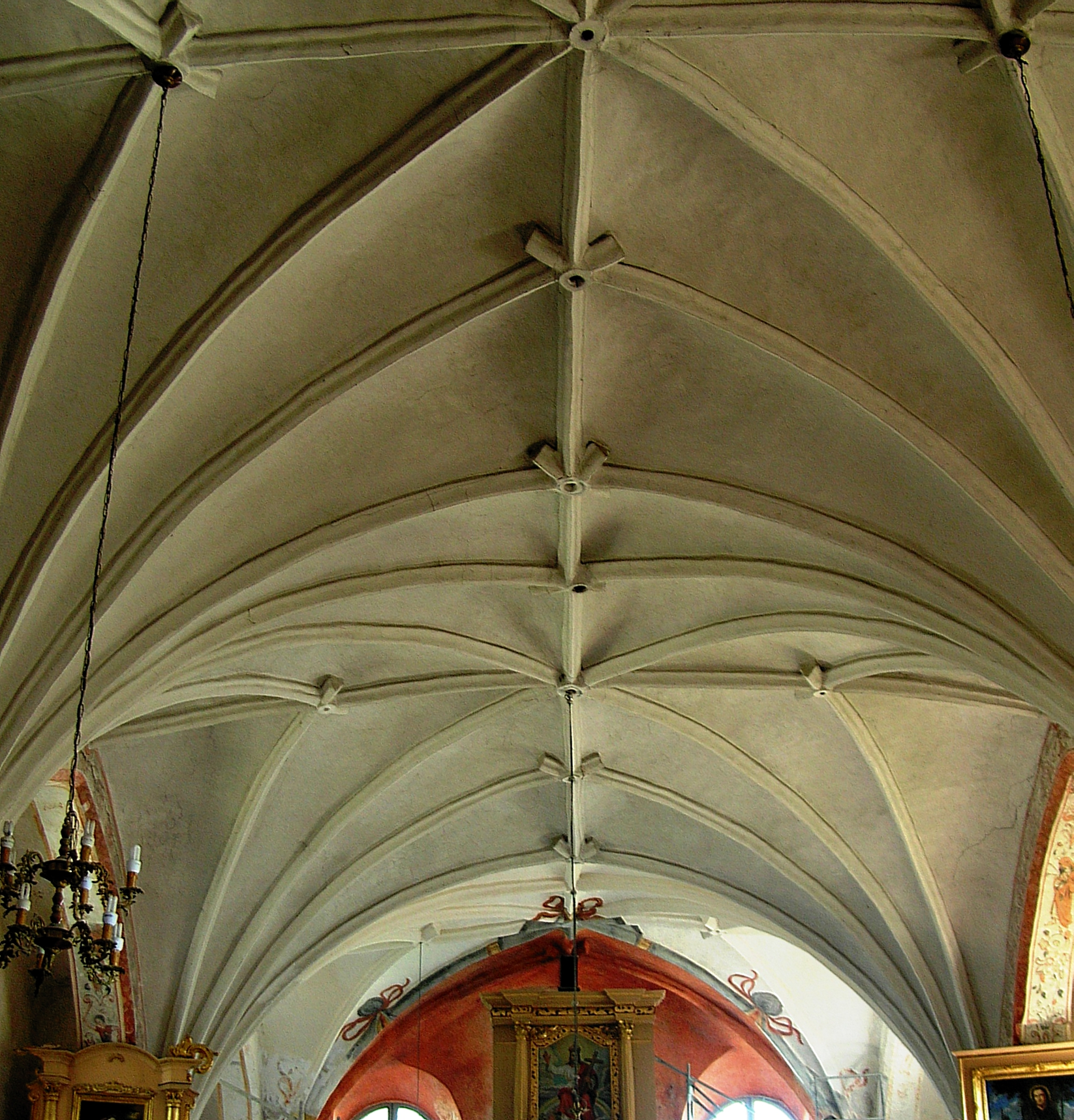
Sklepienie